# Blackfish (chef chaouanon)
Pour les articles homonymes, voir Blackfish.
Blackfish (1729-1779), connu dans sa langue maternelle par Cot-ta-wa-ma-go ou Mkah-day-way-may-qua, est un chef amérindien, chef de guerre des Chalahgawtha, une tribu de la nation des Chaouanons.

## Biographie
Peu de choses sont connues sur Blackfish puisqu'il n'apparaît dans les documents historiques qu'au cours des trois dernières années de sa vie, principalement en raison de ses interactions avec les célèbres pionniers américains Daniel Boone et Simon Kenton.
Lorsque les Chaouanons furent défaits en Virginie dans la guerre de Dunmore en 1774, le traité de paix qui en résulte fait de la rivière Ohio la limite entre l'ouest de la Virginie (ce qui est aujourd'hui le Kentucky et la Virginie-Occidentale) et les terres amérindiennes de la Vallée de l'Ohio. Bien que ce traité a été accepté par plusieurs chefs chaouanons dont Cornstalk, Blackfish et un certain nombre d'autres chefs ont refusé de reconnaître la perte de leurs territoires de chasse traditionnels dans le Kentucky.
La violence le long de la frontière s'est intensifiée avec le déclenchement de la guerre d'indépendance américaine en 1775. En conséquence, les Chalahgawtha ont déplacé leurs villages de la rivière Scioto plus à l'ouest, sur la Little Miami près de ce qui est aujourd'hui Xenia dans l'Ohio. Encouragés et approvisionnés par les officiels britanniques de Détroit, Blackfish et d'autres Amérindiens ont mené des attaques contre les colons américains au Kentucky, dans l'espoir de les chasser de la région. Pour venger le meurtre de Cornstalk par des miliciens américains en novembre 1777, Blackfish lança une attaque inattendue durant l'hiver dans le Kentucky, et captura l'explorateur américain Daniel Boone et un certain nombre d'autres sur la rivière Licking le 7 février 1778. Boone, respecté par les Chaouanons pour ses extraordinaires talents de chasseur, fut ramené à Chillicothe et adopté dans la tribu. Le récit traditionnel dit que Boone a été adopté par Blackfish lui-même, bien que l'historien John Sugden suggère que Boone a probablement été adopté par une autre famille.
Boone s'est échappé en juin 1778 lorsqu'il a appris que Blackfish prévoyait d'assiéger le village de Boonesborough en septembre de cette année. Le siège de Boonesborough a échoué, et les habitants du Kentucky, dirigés par le colonel John Bowman, ont lancé une contre-attaque sur Chillicothe le printemps suivant. Cette attaque fut également un échec, mais Blackfish a reçu une balle dans la jambe, une blessure qui s'est infectée et lui a finalement été fatale.

## Dans la culture populaire
Les acteurs Anthony Caruso, Walter Coy et Robert F. Simon ont joué Blackfish dans des volets de la série Daniel Boone, mettant en vedette Fess Parker.